# Bulbophyllum gladiatum
Bulbophyllum gladiatum är en orkidéart som beskrevs av John Lindley. Bulbophyllum gladiatum ingår i släktet Bulbophyllum och familjen orkidéer. Inga underarter finns listade i Catalogue of Life.